# 톰 로기치
토마스 페타르 "톰" 로기치(영어: Tomas Petar "Tom" Rogic, 1992년 12월 16일 ~ )는 오스트레일리아의 세르비아계 축구 선수이다. 포지션은 미드필더이며, 현재 잉글랜드 EFL 챔피언십의 웨스트브로미치 앨비언 FC에서 활약하고 있다.